# Earl of Fife
Der Mormaer oder Earl of Fife war der Herr einer mittelalterlichen gälischen Herrschaft in Schottland, die ungefähr die heutigen Countys Fife und Kinross-shire umfasste.
Der erbliche britische Adelstitel eines Earl Fife wurde 1759 in der Peerage of Ireland, der eines Earl of Fife 1885 in der Peerage of the United Kingdom verliehen.
Die mittelalterlichen Mormaers oder Earls of Fife etablierten sich im 12. Jahrhundert als die einflussreichsten gälischen Hochadligen im Königreich Schottland. Sie hatten häufig das Amt des Justiciar of Scotia inne und hatten damit das zeremonielle Recht zur Krönung der schottischen Könige. Die Earls gehörten dem Clan MacDuff an, waren meist deren Clan Chiefs und residierten auf Macduff’s Castle. Der Clan führt seine Abstammung auf den schottischen König Duff († 967) zurück.

## Geschichte

### Frühe Mormaers/Earls of Fife
Über die frühen Mormaers oder Earls of Fife ist nur sehr wenig bekannt. Als erster Mormaer of Fife gilt Æthelred († vor 1107), ein jüngerer Sohn von König Malcolm III., was jedoch nicht genau belegt werden kann. Als sicher belegter erster Mormaer gilt deshalb Constantine Macduff. Der Beiname Macduff deutet auf eine Abstammung von König Dubh hin, dem einzigen bekannten namhaften Träger dieses Namens. Nach den spätmittelalterlichen Chronisten John Fordun und Andrew Wyntoun erlangten die Macduffs vor allem durch ihre Unterstützung für den späteren König Malcolm III. gegen König Macbeth Bedeutung. Nach dem Bericht von Wyntoun soll ein Macduff of Fife von Malcolm III. das Privileg erbeten haben, dass er und seine Nachfolger die schottischen Könige krönen durften. Der Chronist Fordun dagegen berichtet, dass Malcolm III. Macduff versprochen hätte, der ranghöchste Adlige Schottlands zu sein. Beide Angaben gelten als historisch sehr zweifelhaft. Als wahrscheinlicher gilt, dass die Macduffs tatsächlich von König Dubh abstammten. Bei der Thronfolge in Schottland galt zu dieser Zeit nicht das Erstgeborenenrecht, sondern üblich war die Thronfolge durch Tanistry. Die Macduffs verzichteten dabei auf ihre Thronansprüche, wofür sie im Gegenzug als vornehmste Familie nach den Königen galten. Für diese These sprechen die in der Familie gebräuchlichen Namen wie Duncan, Malcolm und vor allem Constantine, die im damaligen Schottland sehr selten waren. Nach dem Tod von Earl Constantine um 1128 fiel der Titel gemäß dem traditionellen Tanistry-System nicht automatisch an dessen ältesten Sohn, der möglicherweise noch minderjährig war, sondern an ein volljähriges, weiteres Familienmitglied. Duncan, 3. Earl of Fife, der möglicherweise ein Sohn von Earl Constantine war, nahm dagegen 1136 das Earldom Fife als Lehen von der schottischen Krone. Im Gegenzug musste er den schottischen Königen als Vasall im Kriegsfall militärische Unterstützung leisten. Andererseits konnte er nach seinem Tod 1154 den Titel in patrilinearer Linie an seinen ältesten Sohn Duncan (II) vererben. Im 12. und 13. Jahrhundert waren die Earls of Fife die reichsten der schottischen Magnaten. Während der Minderjährigkeit von Duncan, 9. Earl of Fife 1294 oder 1295 betrugen die jährlichen Einkünfte aus seinen Besitzungen £ 432, von denen der Großteil aus Pachteinnahmen stammte. Damit betrug die Einkünfte des reichsten schottischen Earls in etwa denen eines kleineren englischen Barons, doch sie waren dreimal so hoch wie die des 1256 verstorbenen Niall, Earl of Carrick.
Beim Tod von Duncan, 9. Earl of Fife 1353 fiel der Titel an dessen einzige Tochter Isabella. Diese war viermal verheiratet, jedoch verstarben alle ihre Gatten kinderlos. 1371 ließ sie sich von ihrem Schwager aus zweiter Ehe Robert Stewart, Earl of Menteith (1398 Duke of Albany) überreden, diesen als ihren Erben einzusetzen. Dieser beerbte sie bei ihrem Tod um 1389. Das Mormeardom/Earldom erlosch schließlich 1425 als dessen Sohn Murdoch Stewart, 2. Duke of Albany wegen Hochverrats gegen König Jakob I. geächtet und hingerichtet wurde.

### Verleihungen in der Peerage of Ireland und Peerage of the United Kingdom
Am 26. April 1759 wurde er Titel Earl Fife von König Georg II. in der Peerage of Ireland an William Duff, 1. Baron Braco verliehen. Zusammen mit der Earlwürde wurde ihm auch der nachgeordnete Titel Viscount Macduff verliehen. Bereits am 28. Juli 1735 war er zum Baron Braco, of Kilbryde in the County of Cavan, erhoben worden.
Dessen Sohn, dem 2. Earl, wurde am 5. Juli 1790 in der Peerage of Great Britain auch der Titel Baron Fife, of the County of Fife, verliehen, der ihn zu einem Sitz im britischen House of Lords berechtigte. Die Baronie Fife erlosch beim kinderlosen Tod des Beliehenen am 24. Januar 1809, während das Earldom und die übrigen Titel an seinen Bruder als 3. Earl fielen. Dessen Sohn, der 4. Earl wurde am 28. April 1827 in der Peerage of the United Kingdom auch zum Baron Fife, of the County of Fife, erhoben, und erhielt dadurch ebenfalls einen Sitz im britischen House of Lords. Er blieb ebenfalls kinderlos, so dass die Baronie Fife bei seinem Tod am 9. März 1857 erlosch. Die übrigen Titel fielen an seinen Neffen als 5. Earl, der am 1. Oktober 1857 in der Peerage of the United Kingdom zum Baron Skene, of Skene in the County of Aberdeen, erhoben wurde und einen Sitz im britischen House of Lords erhielt.
Dessen Sohn, der 6. Earl Fife, wurde am 13. Juli 1885 in der Peerage of the United Kingdom auch der Titel Earl of Fife verliehen. Er heiratete am 27. Juli 1889 seine Cousine dritten Grades, Prinzessin Louise, Tochter König Eduards VII. Am 29. Juli 1889 wurde er in der Peerage of the United Kingdom auch zum Duke of Fife und Marquess of Macduff erhoben. Da das Paar keine Söhne hatte, wurden ihm am 24. April 1900 in der Peerage of the United Kingdom die Titel Duke of Fife und Earl of Macduff neu verliehen, mit dem besonderen Zusatz, dass diese in Ermangelung männlicher Nachkommen auch an seine Töchter und deren männliche Nachkommen vererbbar seien. Entsprechend fielen letztere beiden Titel bei seinem Tod am 29. Januar 1912 an seine ältere Tochter Alexandra Duff, während die Earldoms of Fife und alle seine übrigen Titel erloschen.

## Liste der Earls of Fife

### Frühe Mormaers/Earls of Fife
- Æthelred, Earl of Fife († vor 1107)
- Constantine, 1. Earl of Fife († um 1128)
- Gille Micheil, 2. Earl of Fife († 1133)
- Duncan, 3. Earl of Fife († 1154)
- Duncan, 4. Earl of Fife († 1204)
- Malcolm, 5. Earl of Fife († 1228)
- Malcolm, 6. Earl of Fife († 1266)
- Colban, 7. Earl of Fife (um † 1270)
- Duncan, 8. Earl of Fife (1262–1289)
- Duncan, 9. Earl of Fife (1289/90–1353)
- Isabella, Countess of Fife († um 1389)
- Robert Stewart, 1. Duke of Albany, Earl of Fife (1371–1420)
- Murdoch Stewart, 2. Duke of Albany, Earl of Fife (1420–1425) (Titel verwirkt 1425)

### Earls Fife, Verleihung von 1759
- William Duff, 1. Earl Fife (um 1696–1763)
- James Duff, 2. Earl Fife (1729–1809)
- Alexander Duff, 3. Earl Fife (1731–1811)
- James Duff, 4. Earl Fife (1776–1857)
- James Duff, 5. Earl Fife (1814–1879)
- Alexander Duff, 1. Duke of Fife, 6. Earl Fife (1849–1912)

### Earl of Fife, Verleihung von 1885
- Alexander Duff, 1. Duke of Fife, 6. Earl Fife, 1. Earl of Fife (1849–1912)